# Walmir Ayala
Walmir Félix Ayala (Porto Alegre, 4 janvier 1933 - Rio de Janeiro, 28 août 1991) est un poète, romancier, mémorialiste, artiste de théâtre, essayiste, critique littéraire et critique d'art brésilien.

## Biographie
Le fils de Sylvio Solano Ayala et de Letterina Riccardi Ayala, Walmir Ayala perd sa mère à l'âge de quatre ans. Son père, d'abord un modeste mécanicien, prospère lorsqu'il commence à travailler dans la vente de pièces automobiles.
Diplômé en philosophie à la PUC-RS en 1954, Walmir publie l'année suivante son premier recueil de poésie, Face Dispersa, financé par son père. En 1956, il s'installe dans la ville de Rio de Janeiro, où il produit plusieurs pièces de théâtre. Entre 1959 et 1965, il travaille comme critique de théâtre dans plusieurs journaux, tels que Jornal de Letras et le magazine Leitura. De 1961 à 1993, il publie des livres pour enfants et des romans.
En 1970, il travaille comme conseiller culturel pour l'Institut National du Livre. Au cours des décennies suivantes, il publie plusieurs essais sur l'art brésilien . En 1972, il remporte le premier prix du Concours de littérature pour enfants de l'Institut National du Livre, pour son oeuvre A Toca da Coruja . Son œuvre poétique comprend les livres O Edifício e Verbo (1961), Questionário (1967), Cangaço Vida Paixão Norte Morte (1972), Memória de Alcântara (1979) et Os Reinos e as Vestes (1986), entre autres. La poésie de Walmir Ayala est liée à la troisième génération du modernisme brésilien . Il est l'un des écrivains brésiliens les plus récompensés de sa génération, dans les différents genres littéraires auxquels il s'est consacré.